# Destinia producta
Destinia producta är en insektsart som beskrevs av Nast 1952. Destinia producta ingår i släktet Destinia och familjen dvärgstritar. Inga underarter finns listade i Catalogue of Life.